# Казиньяна
Казиньяна (итал. Casignana) — коммуна в Италии, располагается в регионе Калабрия, в провинции Реджо-Калабрия.
Население составляет 801 человек (2008 г.), плотность населения составляет 33 чел./км². Занимает площадь 24 км². Почтовый индекс — 89030. Телефонный код — 0964.
Покровителем населённого пункта считается святой San Rocco.

## Демография
Динамика населения:

## Администрация коммуны
- Официальный сайт: